# László Rédei
László Rédei (Rákoskeresztúr, 15 novembre 1900 – Budapest, 21 novembre 1980) è stato un matematico ungherese.
Ha dato uno dei più importanti contributi alla teoria dei semigruppi commutativi finitamente generati.